# Кентерберійські оповідання (фільм)
«Кентерберійські оповідання» (італ. I racconti di Canterbury) — фільм П'єра Паоло Пазоліні 1972 року за мотивами однойменного твору Джеффрі Чосера. Друга частина так званої «Трилогії життя», до якої, крім того, входять «Декамерон» (1971) і «Квітка тисячі й однієї ночі» (1974).

## Сюжет
В основу сюжету покладені вісім з 24 новел роману Чосера. Багато новел, наприклад «Розповідь Ченця» істотно доповнені Пазоліні в сенсі збільшення соціальної сатири, зокрема, викриття симонії, що панує в середньовічній церкві. Сюжети фільму рясніють фривольними моментами й трохи брутальним гумором, висхідним до першоджерела. Пазоліні також додав сюжет із застигнутими зненацька гомосексуалами, що відсутній в оригіналі. Ряд сюжетів явно запозичені у Боккаччо, на середньовічні ілюстрації якого спирається візуальний ряд фільму.

## В ролях
| Актор               | Роль             |
| ------------------- | ---------------- |
| Г'ю Гріффіт         | сер Жанвьє       |
| Лаура Бетті         | крамарка із Бата |
| Нінетто Даволі      | Перкін           |
| Франко Чітті        | чорт             |
| Жозефіна Чаплін     | Мей              |
| Мері Стюарт         |                  |
| П'єр Паоло Пазоліні | Джеффрі Чосер    |

## Цікаві факти
- Прем'єра повної версії фільму (122 хв.) відбулася 2 липня 1972 року на Берлінському міжнародному кінофестивалі.
- В Італії фільм неодноразово заборонявся  до прокату судовими рішеннями. Вперше це відбулося 7 жовтня 1971 року (заборона була знята 9 січня 1973 року), потім його знову заборонили рішенням Прокуратури Республіки в Терамо 19 березня 1973 року. Касаційний суд анулював це рішення 2 квітня 1973 року. Через два дні Прокуратура Італійської Республіки у Беневенто знову наклала на фільм заборону. Було поставлено питання про відповідність цього рішення Конституції. Конституційний суд зібрався для обговорення цього питання 27 березня 1975 року і повністю зняв заборону[1].
- Одну із жіночих ролей у фільмі зіграла французька актриса Жозефіна Чаплін — донька Чарлі Чапліна.
- Сам Пазоліні зіграв у фільмі роль автора «Кентерберійських оповідань» Джеффрі Чосера.

## Нагороди
- «Золотий ведмідь» Берлінського кінофестивалю 1972 року.